# Swetlana Andrejewna Swetikowa
Swetlana Andrejewna Swetikowa (russisch Светлана Андреевна Светикова; * 24. November 1983 in Moskau) ist eine russische Sängerin und Schauspielerin.

## Leben
Swetikowas Mutter Marina Wladimirowna war eine Sängerin, ihr Vater Andrei Wassiljewitsch ist ein Maler für Florentiner Mosaik. Swetlana hat eine jüngere Schwester Natalija. Bereits im Alter von vier Jahren sang Swetlana Swetikowa in einem Chor und nahm an zahlreichen Gesangswettbewerben teil. Mit acht Jahren sang sie als Solistin in einem Moskauer Kinder-Theater. Von der ersten bis zur achten Klasse besuchte sie die Schule Nummer 1269, danach die Schule Nummer 1113 mit eingehendem Studium der Musik und Choreographie. Mit 15 Jahren gewann sie den Wettbewerb "50x50". Die Belohnung war eine Reise nach Miami und eine Gesangsausbildung an einer renommierten Schule. 1999 spielte sie in dem Musical "Metro" mit. Ihre erste große Rolle war die Rolle der Esmeralda in dem Musical Notre Dame de Paris. Weitere Gesangsrollen waren unter anderem in Der Meister und Margarita, Romeo und Julia und Cabaret und Star Factory 3. Sie sang bereits im Duett mit Toto Cutugno und Garou.
Swetikowa spielte bisher in den TV-Serien "Troe protiv vsekh" und "Fotograf" mit. Weiterhin hatte sie 2007 eine Rolle in dem Actionfilm "Nas ne dogonish", 2009 in der TV-Komödie "Operatsiya 'Pravednik'" ("Operation 'A Just & Righteous Man'") und 2011 in der TV-Komödie "Novogodnyaya SMSka" an der Seite des russischen Sängers, Schauspielers und Eurovision-Song-Contest-Teilnehmers Alexei Wladimirowitsch Worobjow. In dem russischen Animationsfilm "Alice Geburtstag" hatte sie eine Gesangsrolle als Stimme von Prinzessin Ariel. Der Film war eine Adaption von 2006 des Disney-Filmes Arielle, die Meerjungfrau.

## Filmografie
- 2003: Troe protiv vsekh - 2 (TV-Serie)
- 2007: Nas ne dogonish
- 2008: Fotograf (TV-Serie)
- 2009: Alice Geburtstag (Den rozhdeniya Alisy) (Singstimme)
- 2009: Operatsiya 'Pravednik'
- 2011: Novogodnyaya SMSka